# Cib, Alba
Cib este un sat în comuna Almașu Mare din județul Alba, Transilvania, România.

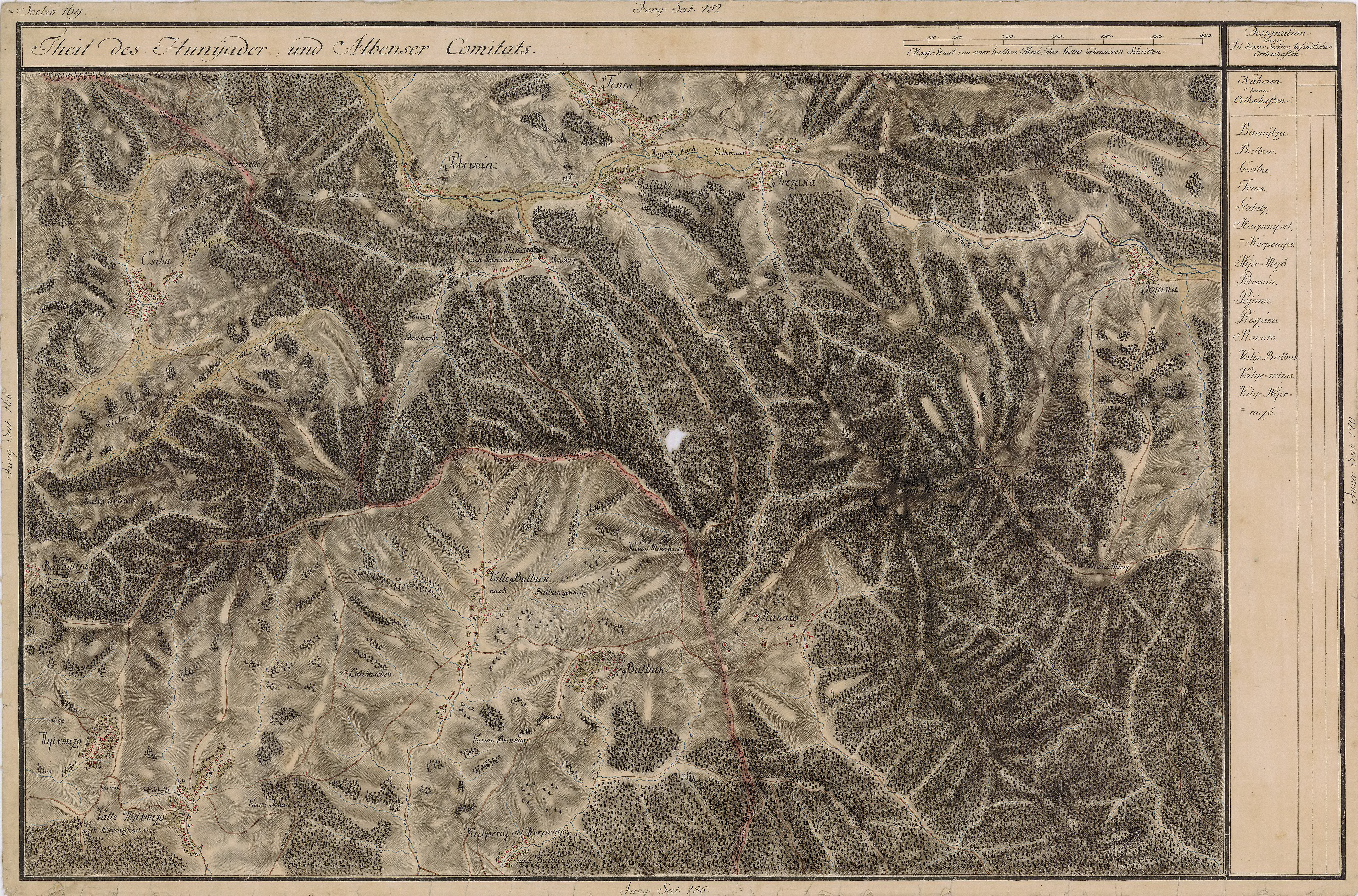
Cib pe Harta Iosefină a Transilvaniei, 1769-1773

## Obiective
- Biserica Sfântul Nicolae din Cib

## Imagini

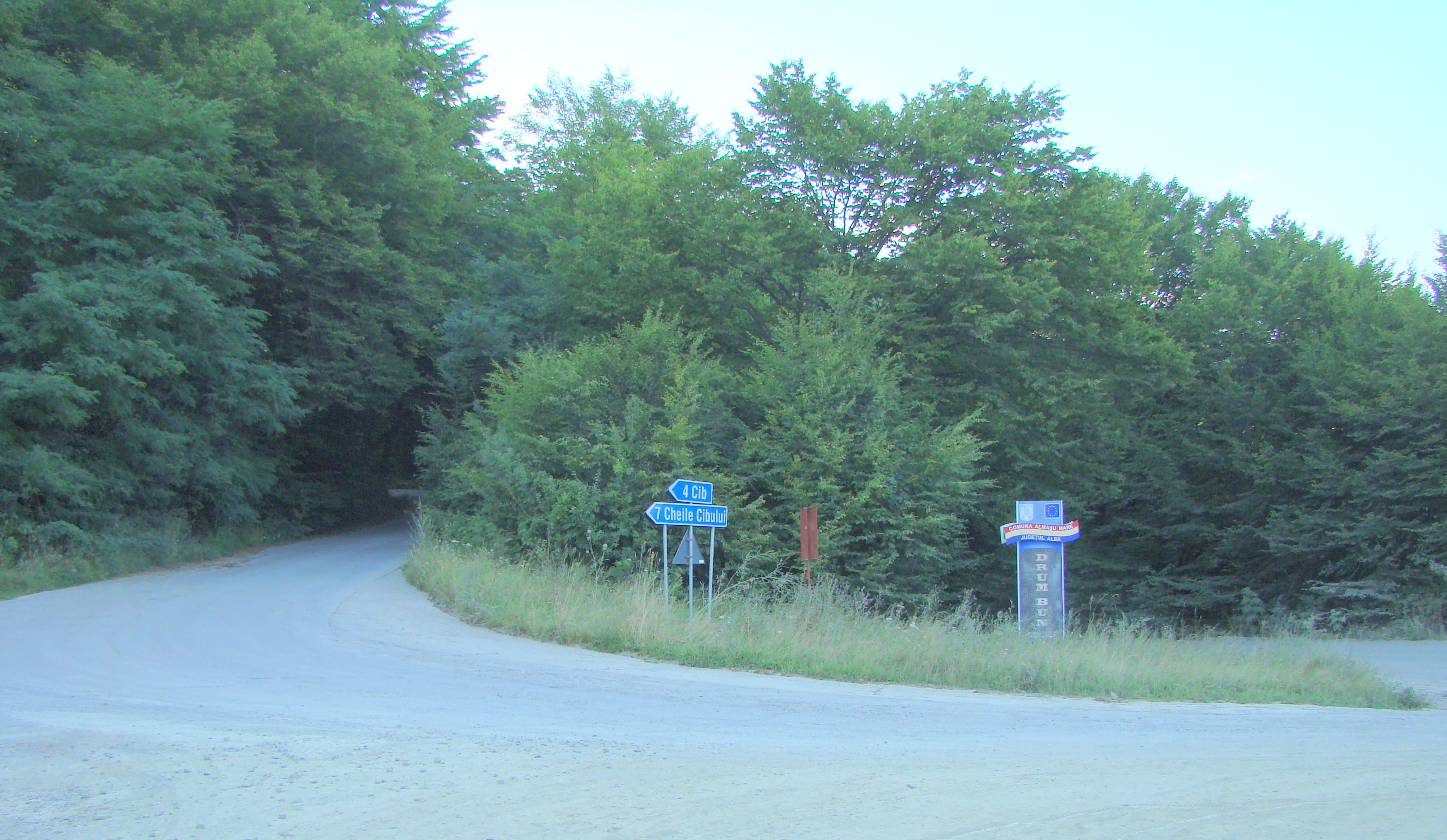
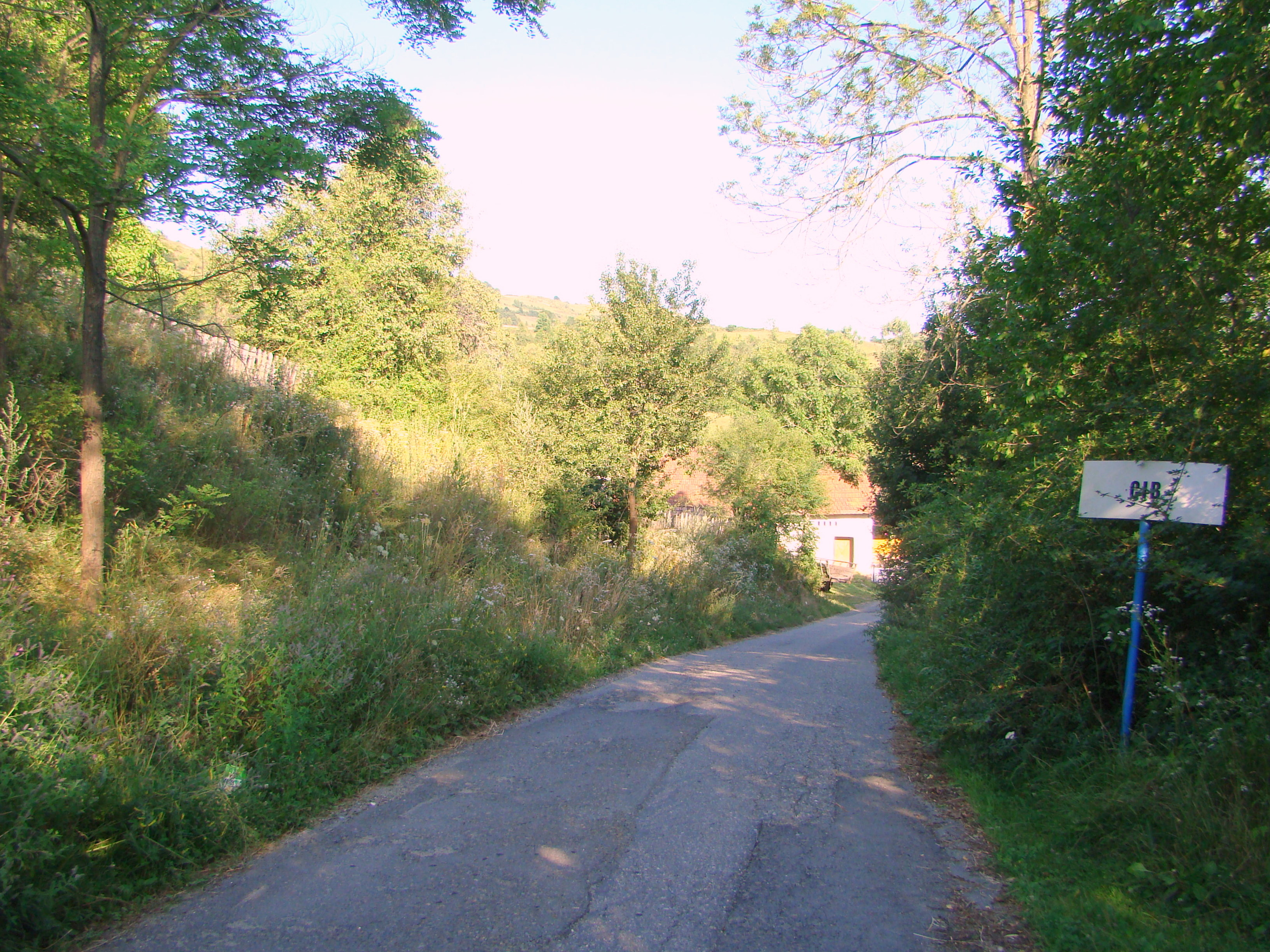
Intrarea în localitate
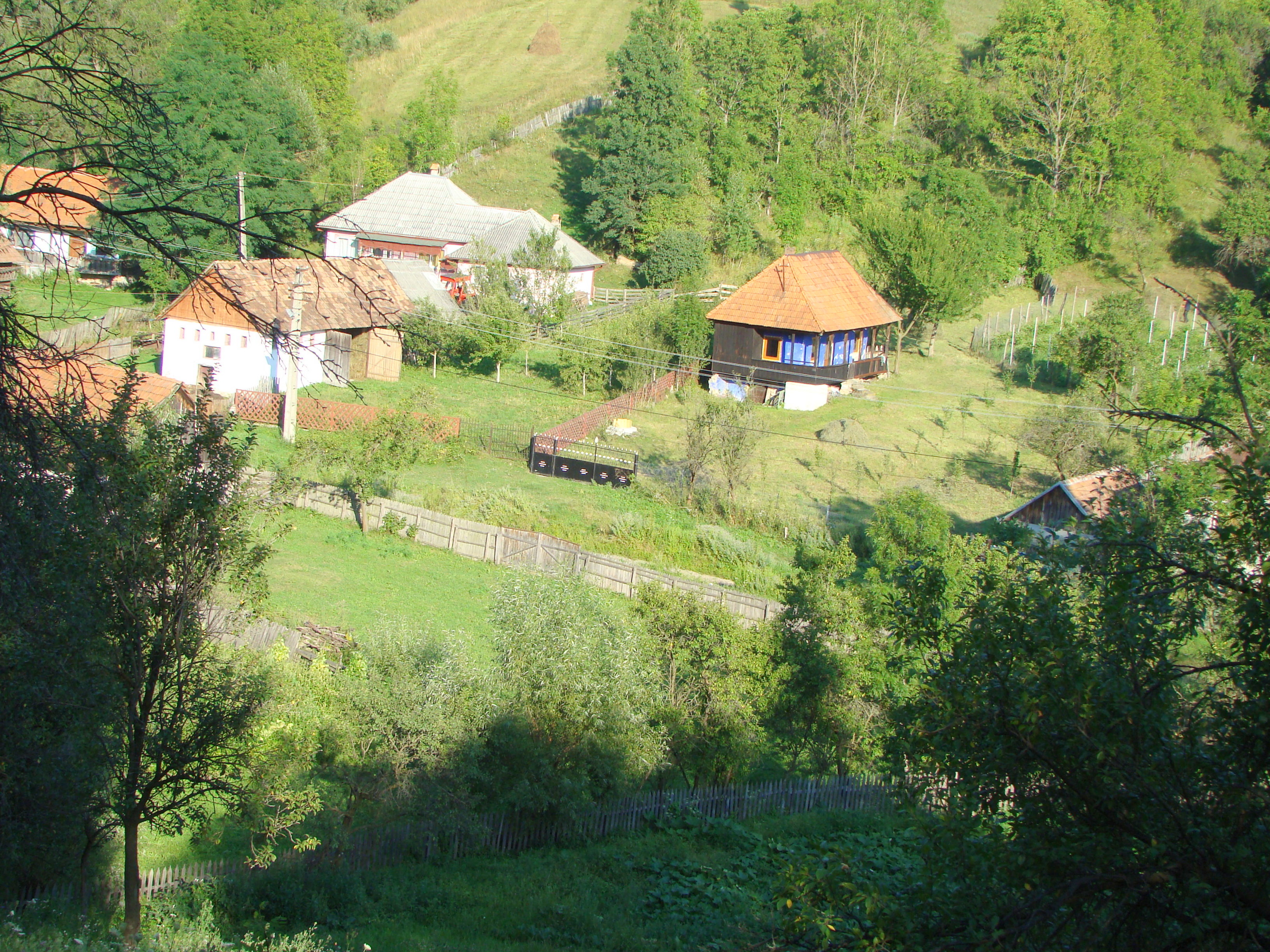
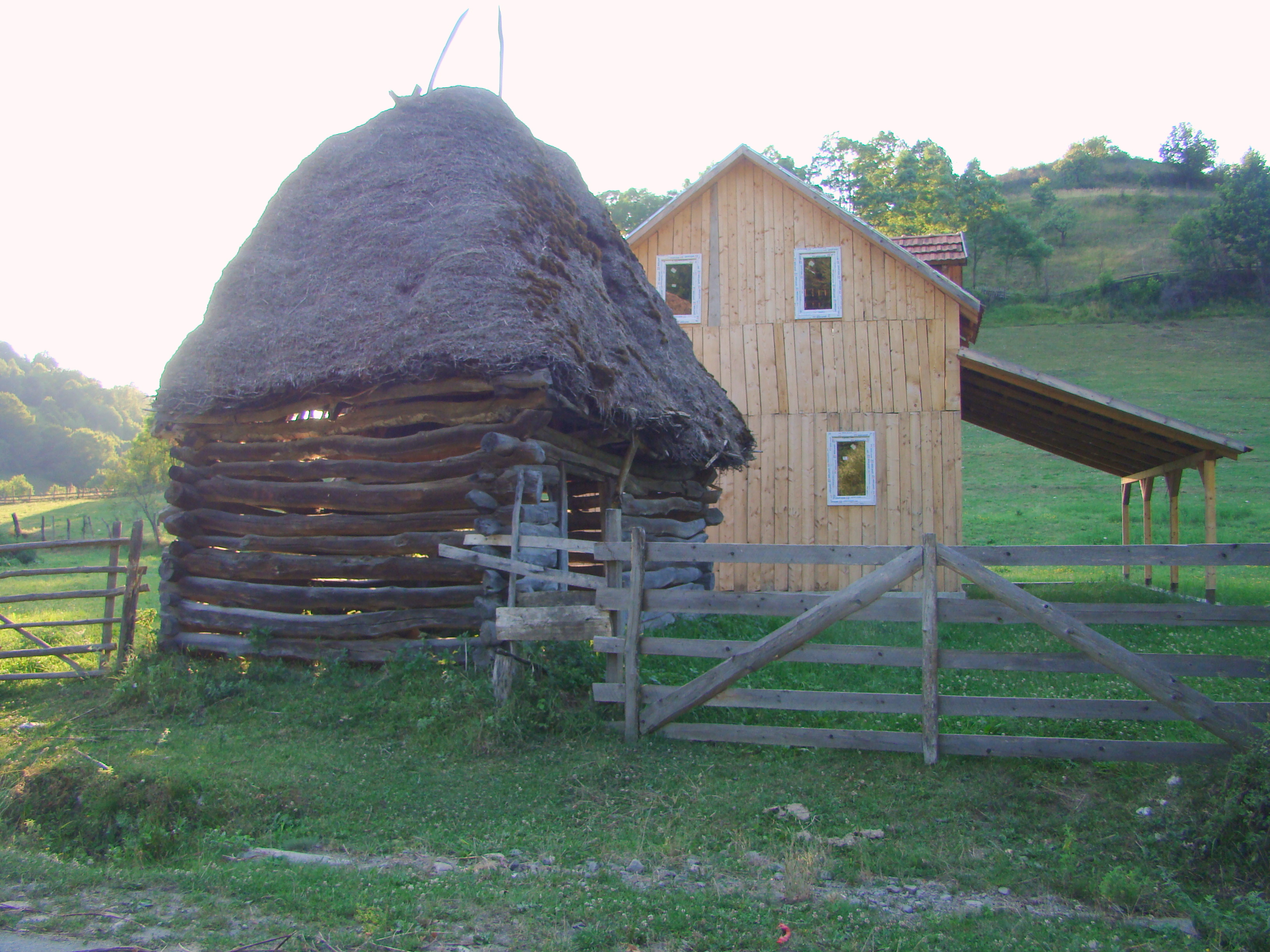
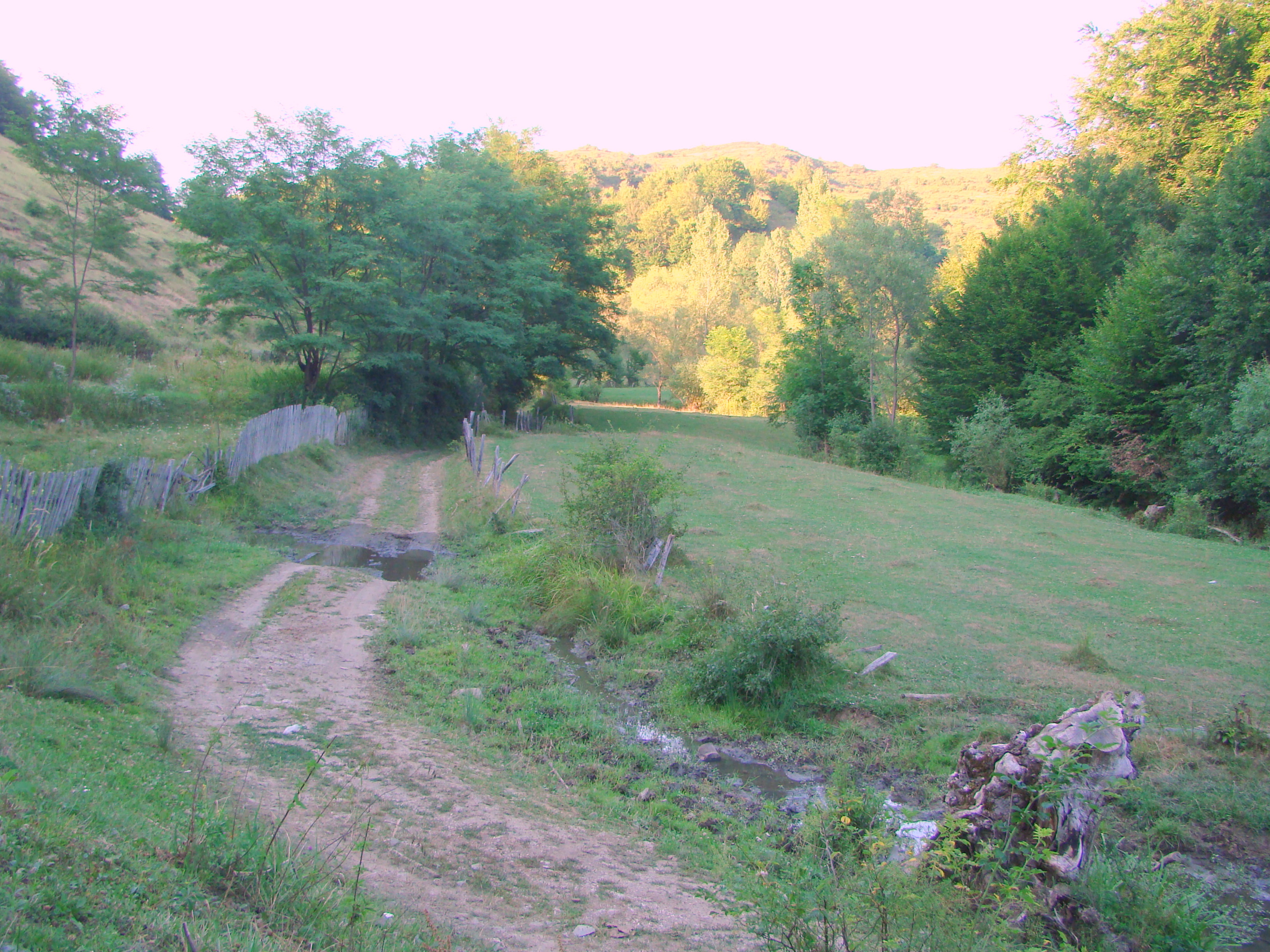
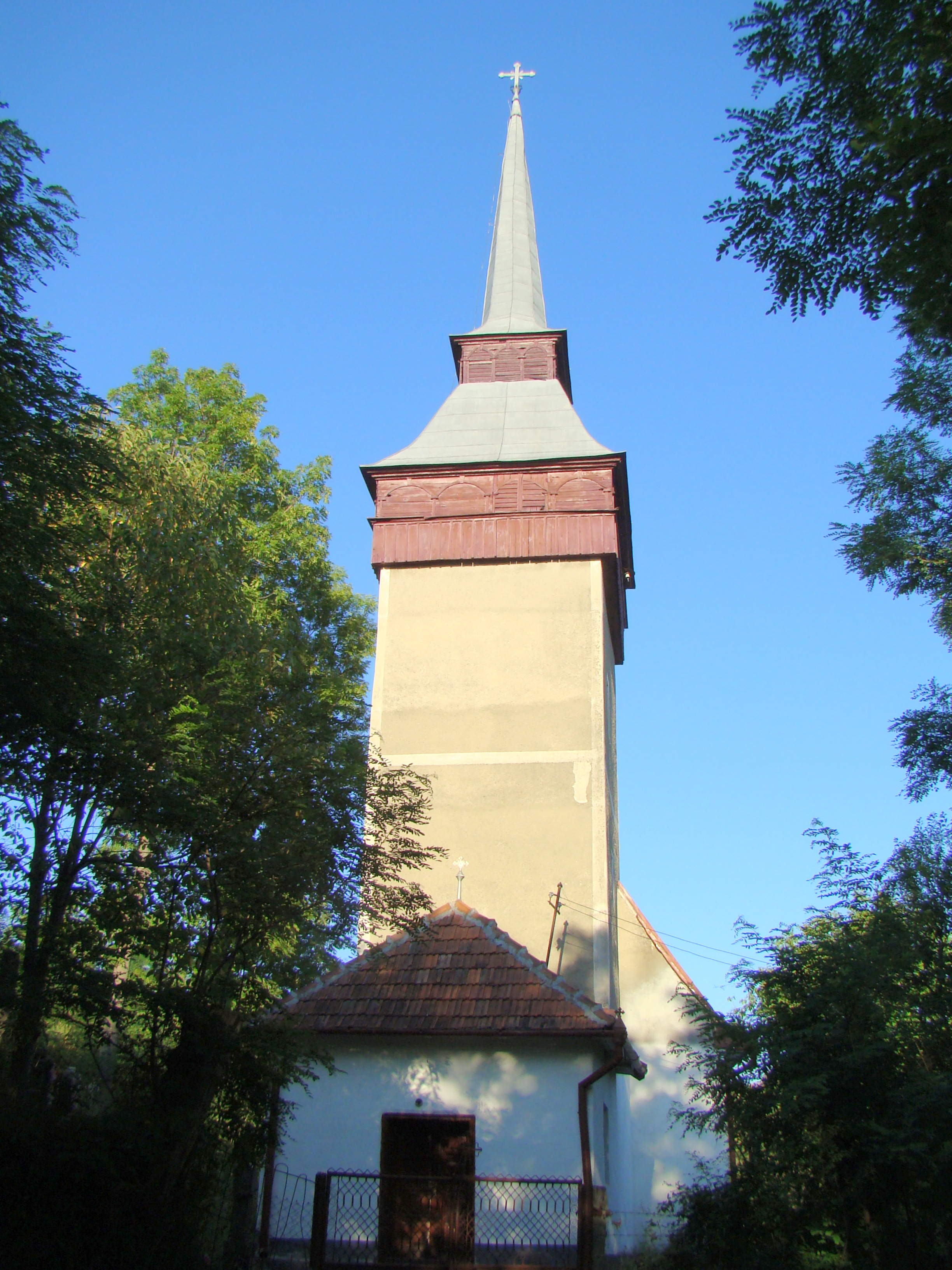
Biserica „Sfântul Nicolae” din Cib (monument istoric)
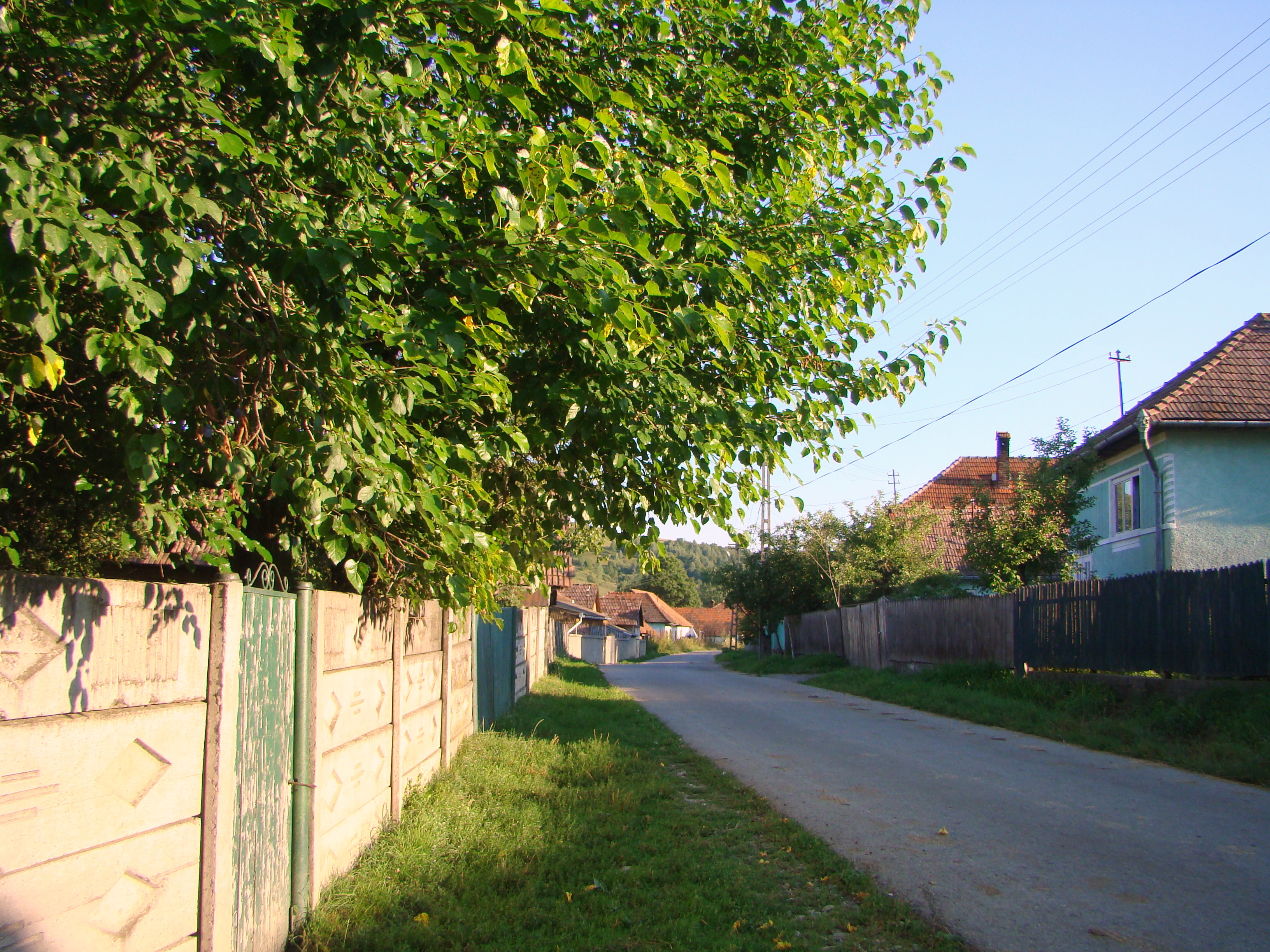
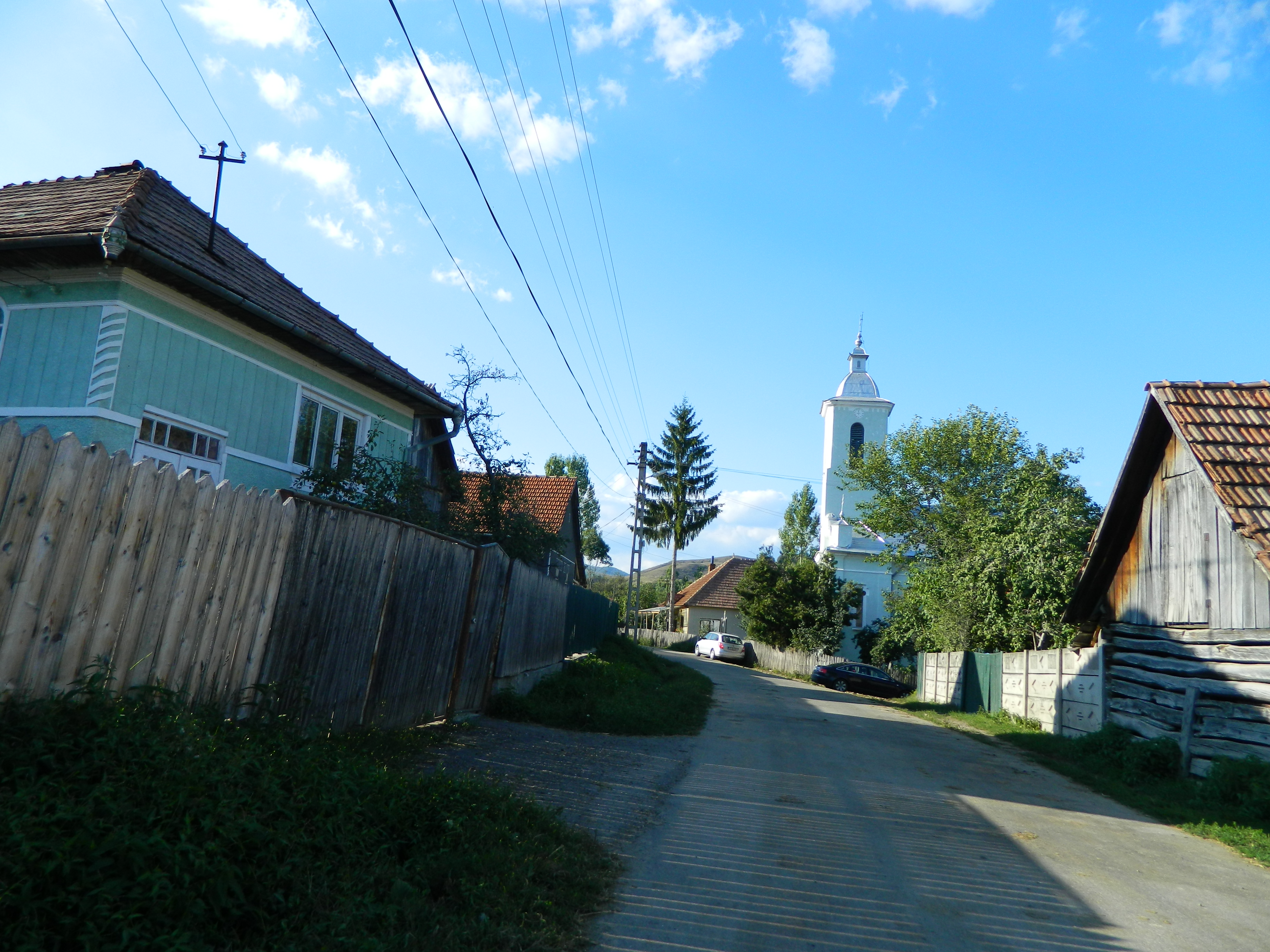
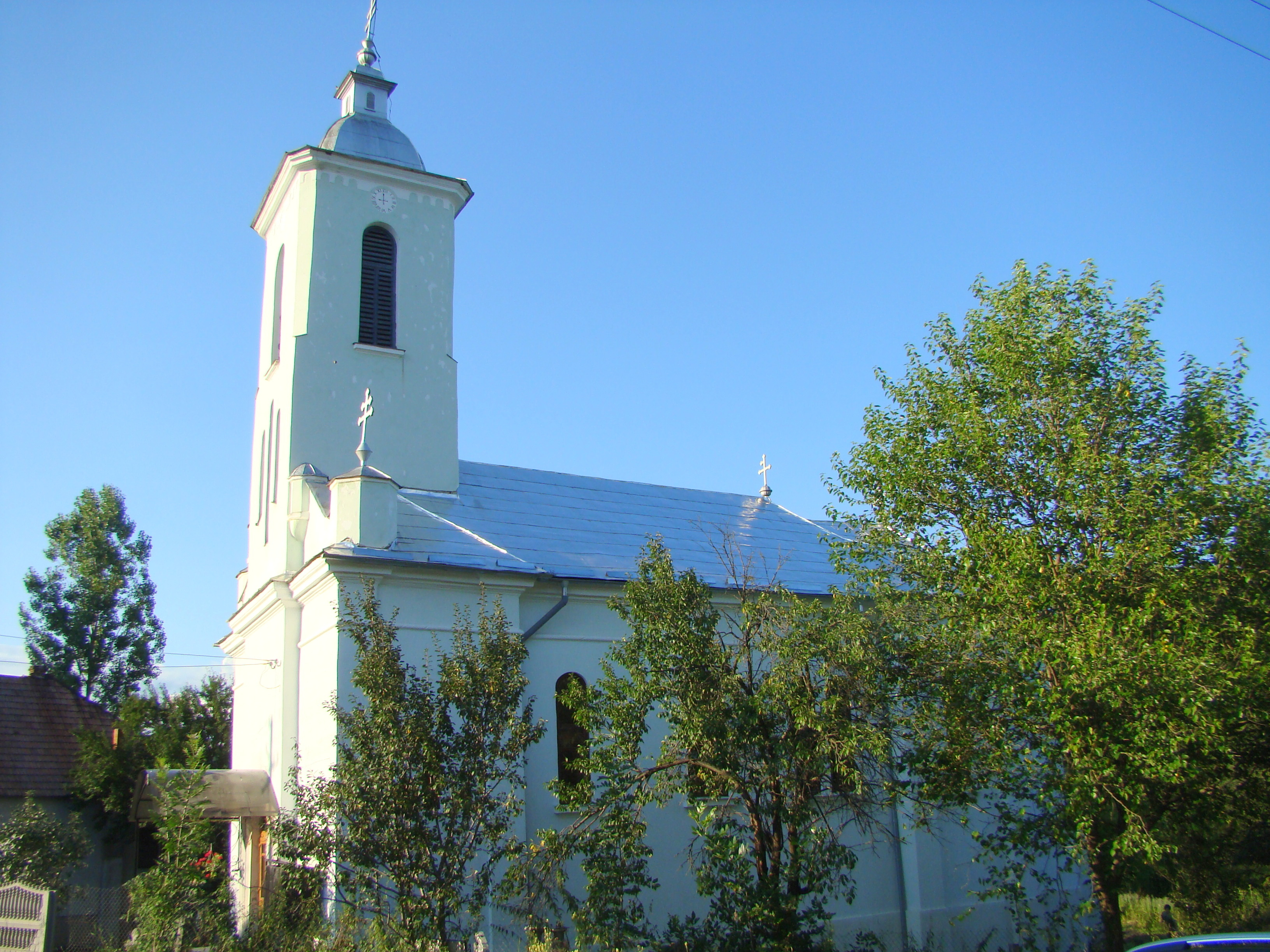
Biserica Sfântul Pavel din Cib